# Адам Броди
Адам Џаред Броди (енгл. Adam Jared Brody; Сан Дијего, 15. децембра 1979) амерички је глумац. Познат је по улози Сета Коена у серији Округ Оринџ (2003—2007).

## Биографија
Рођен је 15. децембра 1979. у јеврејској породици у Сан Дијегу. Има два млађа брата, Шона и Метјуа. Имао је бар-мицву и одрастао је поштујући јеврејске празнике. Велики је љубитељ сурфовања.

## Филмографија

### Филм
| Улоге Адама Бродија |                                 |               |                  |          |
| Година              | Српски назив                    | Изворни назив | Улога            | Напомена |
| 2001.               | Америчка пита 2                 |               | средњошколац     |          |
| 2002.               | Круг                            |               | Келен            |          |
| 2005.               | Господин и госпођа Смит         |               | Бенџамин Дијаз   |          |
| 2009.               | Опасна Џенифер                  |               | Николај Вулф     |          |
| 2011.               | Врисак 4                        |               | Рос Хос          |          |
| 2012.               | Тражење пријатеља за смак света |               | Овен             |          |
| 2014.               | Размишљај као мушкарац 2        |               | Ајзак            |          |
| 2019.               | Шазам!                          |               | Фреди Фриман     |          |
| 2019.               | Спремна или не                  |               | Данијел ле Домас |          |
| 2020.               | Жена која обећава               |               | Џери             |          |
| 2022.               | Врисак                          |               | дечко            |          |
| 2023.               | Шазам! Гнев богова              |               | Фреди Фриман     |          |

### Телевизија
| Улоге Адама Бродија |                  |               |               |                |
| Година              | Српски назив     | Изворни назив | Улога         | Напомена       |
| 2002.               | Смолвил          |               | Џастин Гејнс  | 1 епизода      |
| 2002—2003.          | Гилморове        |               | Дејв Ригалски | споредна улога |
| 2003—2007.          | Округ Оринџ      |               | Сет Коен      | главна улога   |
| 2014.               | Нова девојка     |               | Беркли        | 1 епизода      |
| 2024—данас          | Нико ово не жели |               | Ноа Роклов    | главна улога   |